# یابلانکا
یابلانکا (به صربی: Jablanka) یک منطقهٔ مسکونی در صربستان است که در Vršac municipality واقع شده‌است. یابلانکا ۲۴۷ نفر جمعیت دارد و ۱۵۳ متر بالاتر از سطح دریا واقع شده‌است.